# Scialle di pavone: un racconto, una canzone e il videoclip
Scialle di pavone: un racconto, una canzone e il videoclip è un libro autobiografico, scritto da Luca Bonaffini, nel 1998.

## Il progetto
In realtà si tratta di un progetto multimediale (premiato al Meeting delle Etichette Indipendenti con Premio Quipo nel 1999) che comprende un cd contenente una versione orchestrale del brano singolo "Scialle di pavone" tratto dall'album omonimo"Scialle di pavone" (Archimedia, 1998), un videoclip e la base musicale.
La curatrice ufficiale della parte letteraria è Federica Bellocchio, mentre il progetto grafico è di Amedeo Palazzi.
Palazzi ha anche curato la direzione artistica del videoclip girato sui colli bolognesi dal regista Stefano Cantaroni.
L'arrangiamento orchestrale è stato curato da un gruppo di studenti del Conservatorio di Mantova, diretto da Massimo Tabai.
Il libro è uscito il 25 novembre 1998 ed è stato presentato durante la data conclusiva del tour "I nidi del pavone" presso la Libreria Mondadori di Roma dalla giornalista del Tg2 Rai Cristina Poli (Sanguineto, 28 ottobre 1958 - Roma 1º aprile 2009).

## La parte letteraria
La parte letteraria del progetto multimediale è stata curata dalla giornalista pubblicista Federica Bellocchio, al tempo caporedattore del periodico "L'informagiovani" (edizioni Nord Press Verona).
In realtà si tratta di un racconto autobiografico narrato dallo stesso Bonaffini, passato attraverso un viaggio immaginario di dodici anni (dal 1986 al 1998) ed esattamente dalla scrittura del brano "Scialle di pavone" (ispirato ad un'opera d'arte del padre pittore) alla sua pubblicazione su supporto fonografico.
La simbologia del pavone s'intreccia con le riflessioni esoteriche del cantautore che, ripercorre un'intera era astrologica, passando dall'anno astrologico dei pesci (1986) a quello appunto dei pesci, 12 anni dopo.

## Tracce
All'interno del libro, c'è un cd (audio e video) concepito al tempo (1998) non come dvd ma come cd rom.
Le tracce contenute sono: 
1. Scialle di pavone-versione cantata - 5:08
2. Scialle di pavone-versione orchestrale - 5:08
3. Scialle di pavone-videoclip - 5:08

## La canzone
La canzone, a differenza della versione minimalista contenuta nell'album (Scialle di pavone, Archimedia 1998) è elaborata con una piccola orchestra da camera. Un gruppo di studenti del conservatorio di Mantova, diretti da Massimo Tabai, hanno realizzato un arrangiamento molto diverso dall'originale, piuttosto malinconico.

## Il videoclip
Ideato da Amedeo Palazzi, il video è stato realizzato dalla Pressing Srl (di Lucio Dalla) per la regia di Stefano Cantaroni; filmato nel settembre 1998, il girato si svolge in parte sui colli bolognesi e in parte in studio.
L'ambientazione, onirica e un po' metafisica, è un dispiegarsi di immagini e di sequenze che, senza una trama vera e propria, illustra un viaggio simbolico nella storia dell'arte.
Lo scialle del pavone (ovvero l'aura dell'artista, secondo Bonaffini) senza mai essere "disegnata" o visualizzata in maniera esplicita, appare per tutto il video.